# Coprosma reticulata
Coprosma reticulata är en måreväxtart som beskrevs av Jacques Florence. Coprosma reticulata ingår i släktet Coprosma och familjen måreväxter. IUCN kategoriserar arten globalt som livskraftig.
Artens utbredningsområde är Marquesasöarna. Inga underarter finns listade i Catalogue of Life.